# Ischnocnema erythromera
Ischnocnema erythromera är en groddjursart som först beskrevs av Heyer 1984.  Ischnocnema erythromera ingår i släktet Ischnocnema och familjen Brachycephalidae. IUCN kategoriserar arten globalt som otillräckligt studerad. Inga underarter finns listade i Catalogue of Life.